# Očekávání
Očekávání, též anticipace je jedna z lidských emocí, duševní stav, který se objevuje, když se člověk ocitne před neznámou situací, v novém prostředí apod. Anticipace je spojena s určitými fyziologickými změnami, jejichž smyslem je připravit člověka na zjišťovací aktivity, orientaci v neznámém.
Očekávání může být pociťováno jako negativní, pak se označuje jako starost, nebo pozitivní, pak mluvíme o naději; může být také indiferentní. Starost je jedna ze složek úzkosti. V určité míře provází očekávání člověka v podstatě po celý život.